# カサフス
座標: 北緯41度45分39秒 西経3度45分00秒 / 北緯41.760886度 西経3.749992度
カサフス またはカサフスワイン醸造所（Casajús, Bodegas Casajús）は国際的によく知られたスペインの家族経営の醸造所で、リベラ・デル・ドゥエロ (DO)にあるブルゴス県のキンタナ・デル・ピディオにある。  
カルボ・イ・カサフス家時代は家庭のワインのみを加工しており、その後1993年に、ホセ・アルベルト・カルボ・カサフスが醸造所を設立した。  
ワイン・アドヴォケイト誌で、世界で最も影響力のあるワイン評論家であるとされているロバート・パーカーの高い評価を受け、国際的に知られるようになった。   

## 歴史

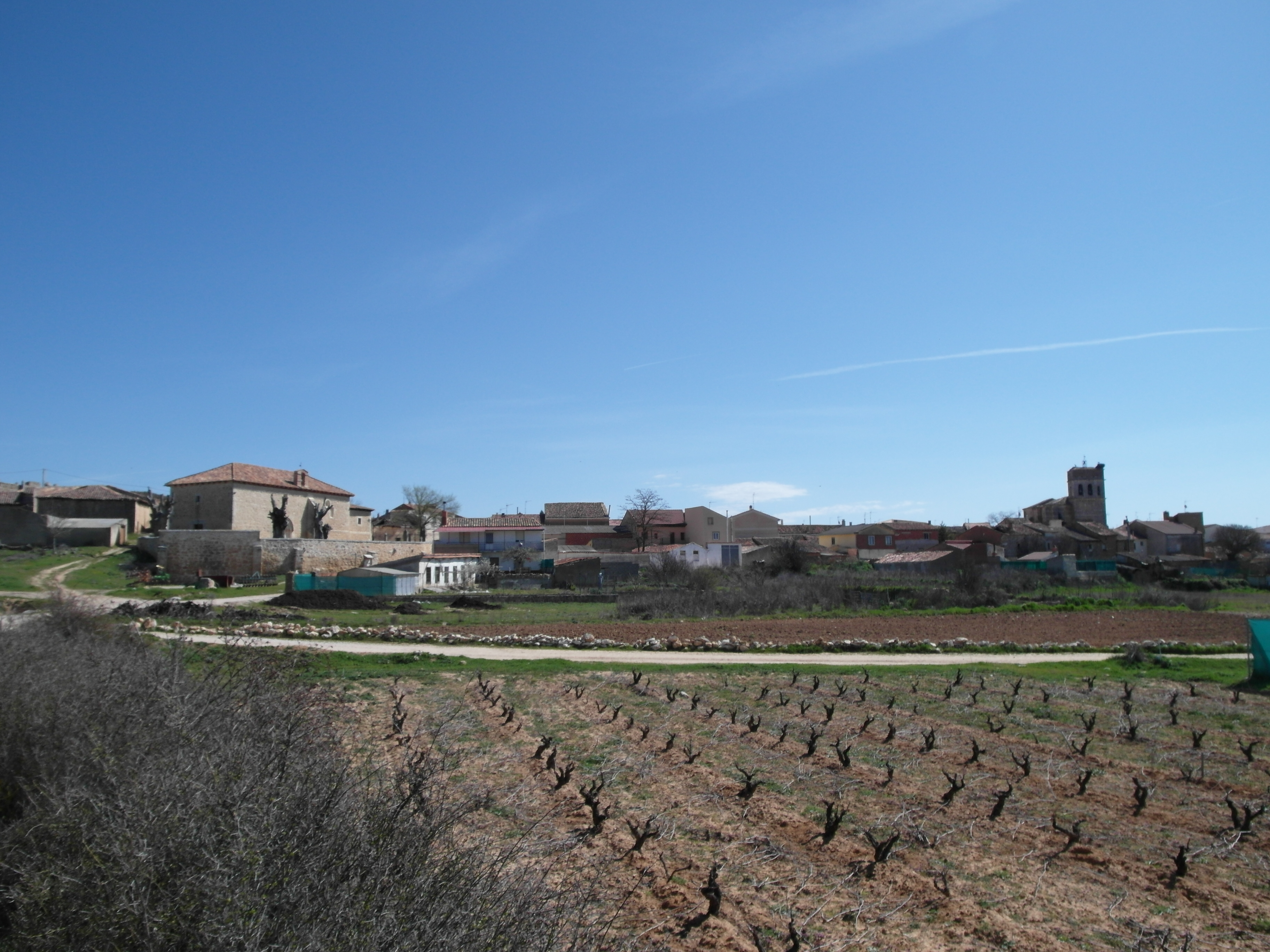
DOリベラデルドゥエロのキンタナ・デル・ピディオの眺望。

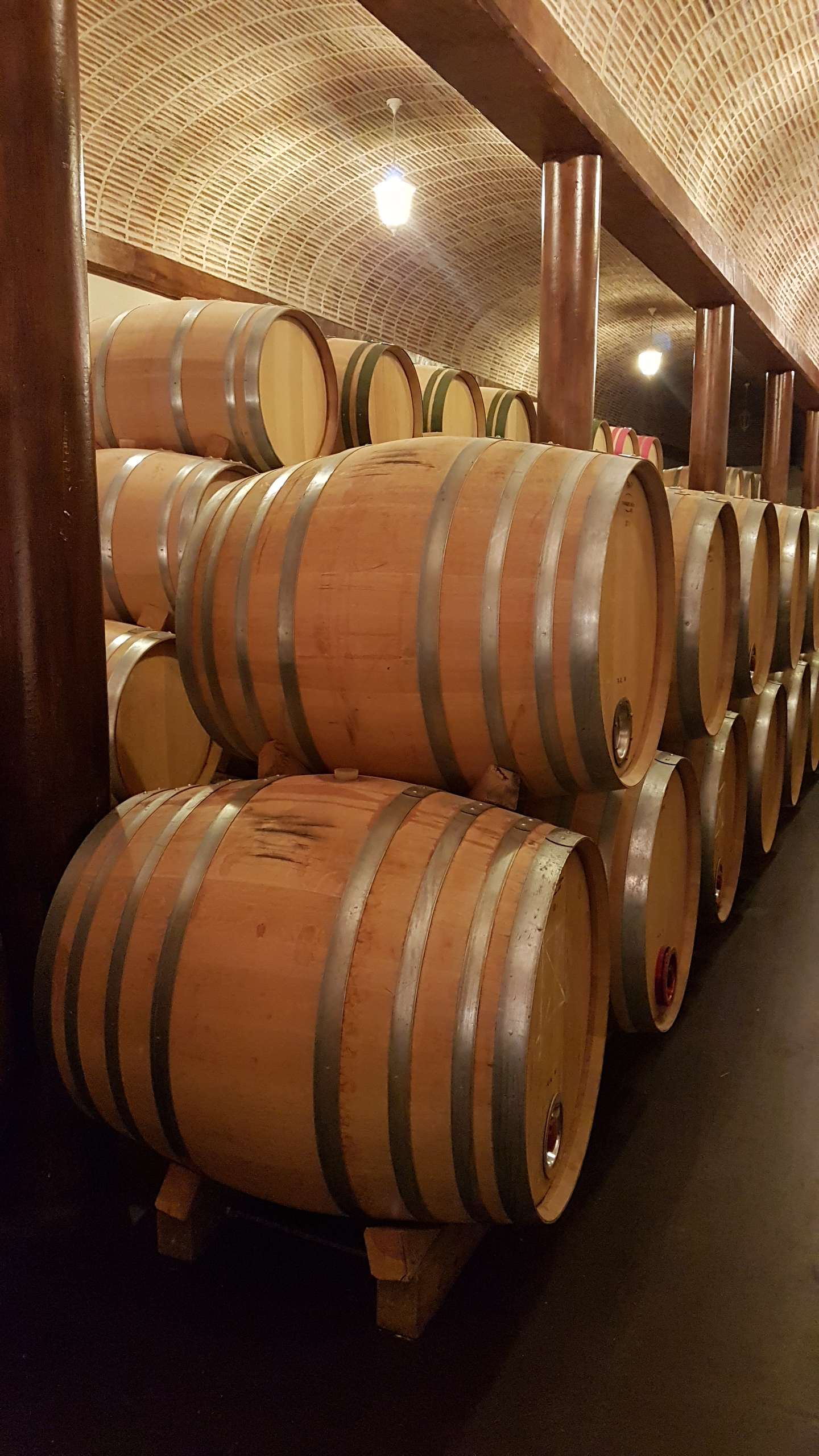
Casajús ワイナリーにある500リットルのオーク樽。

### 1920年代
ホセ・アルベルトの祖父母と彼の妻 レオノールは1920年、リベラ・デル・ドゥエロ (DO)の中心にあるキンタナ・デル・ピディオにぶどう園を作った。カルボ・イ・カサフス家時代には伝統的な醸造所で自身の家庭のワインを加工していた。

### 1960年代
1963年、キンタナ・デル・ピディオで、「ロス・オルモス(Los Olmos)」という地域協同組合を設立し、ホセ・アルベルトとレオノール家族は1990年代初めまで創設者メンバーとなった。  

### 1990年代 2000年代
1993年、ホセ・アルベルトは協同組合から退き、キンタナ・デル・ピディオで、パン屋の労働者たちと自らの醸造所「J.Aカルボ・カサフス醸造所(Bodegas J.A. Calvo Casajús)」を設立した。   2004年には「NIC」(彼の息子 ニコラス(Nicolas)と娘 カタリーナ(Catalina)を略した名前)の生産を始めた。  そして同時に、ワイン・アドヴォケイト誌で、ロバート・パーカーの高い評価により、国際的に知られるようになり始めた。 

### 2010年代
2013年、ワイン・アドヴォケイト誌で、英国のワイン評論家 ニール・マーティンが「NIC(2009)」を97点、「Casajús Antiguos Viñedos(2009)」を95点と、リベラ・デル・ドゥエロ (DO)生産のワイン中でも高いスコアを評した。 
その後も、国際的メディアの注目を浴びている。    

## ハイライト評価

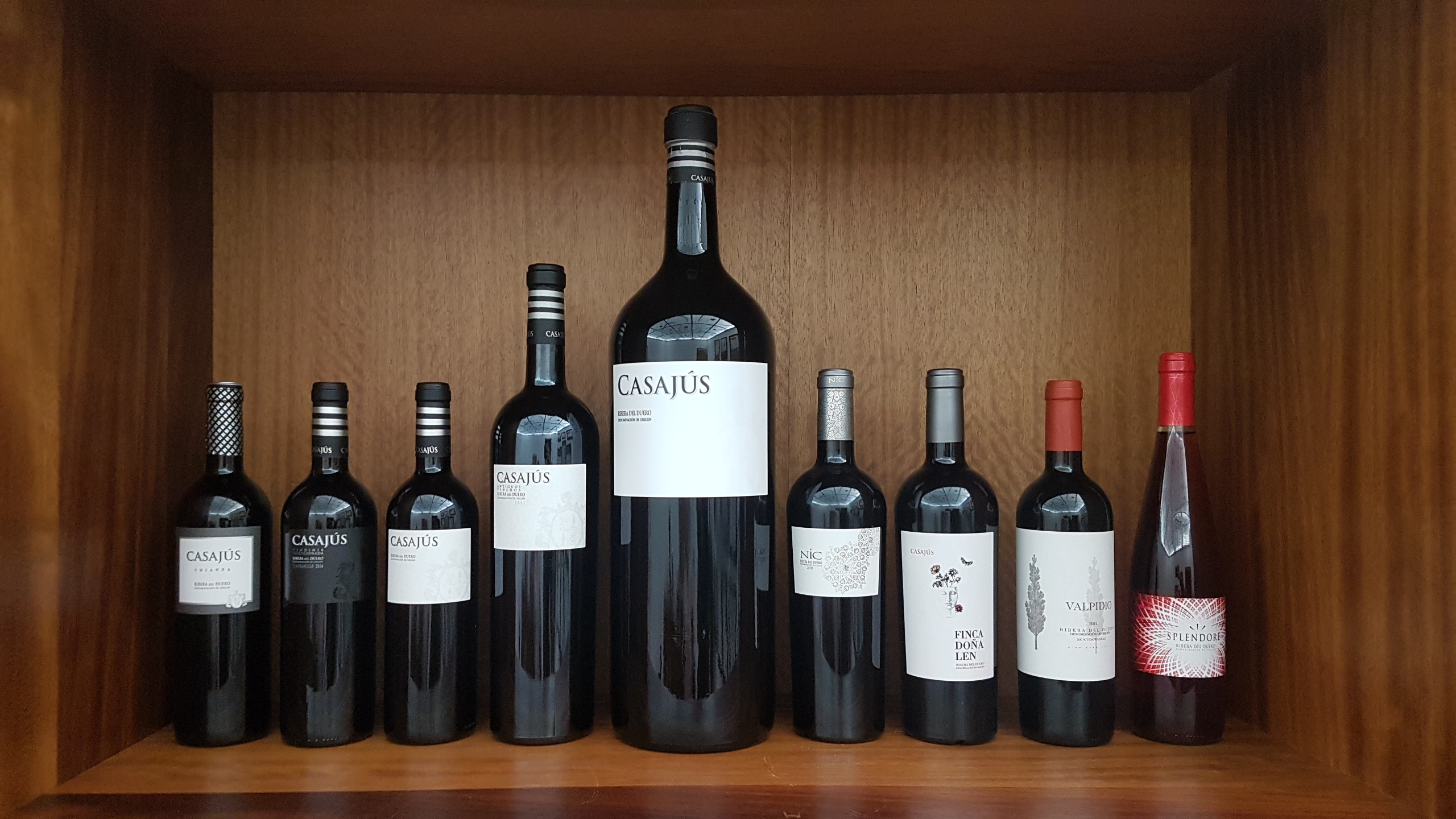
Casajúsワイナリーに属するボトル。

ロバート・パーカー（ ワイン・アドヴォケイト誌）によると：   
- NIC 2009: 97点、 2005: 95+点、 2006: 94+点、 2011: 94点、 2010: 93点、
- Antiguos Viñedos 2009: 95点、 2004 y 2012: 93点、 2011: 92点、 2005: 91点
- Vendimia Seleccionada 2010: 94点、 2009: 93点、 2005 y 2012: 92点、 2006: 91点
- Splendore 2010: 93点
- Valpidio 2011: 92点、 2013 y 2014: 90点

ワインスペクター誌によると、   
- NIC 2010: 95点
- Antiguos Vinedos 2014: 93点、 2011: 92点
- Vendimia Seleccionada 2014: 92点

## フォトギャラリー

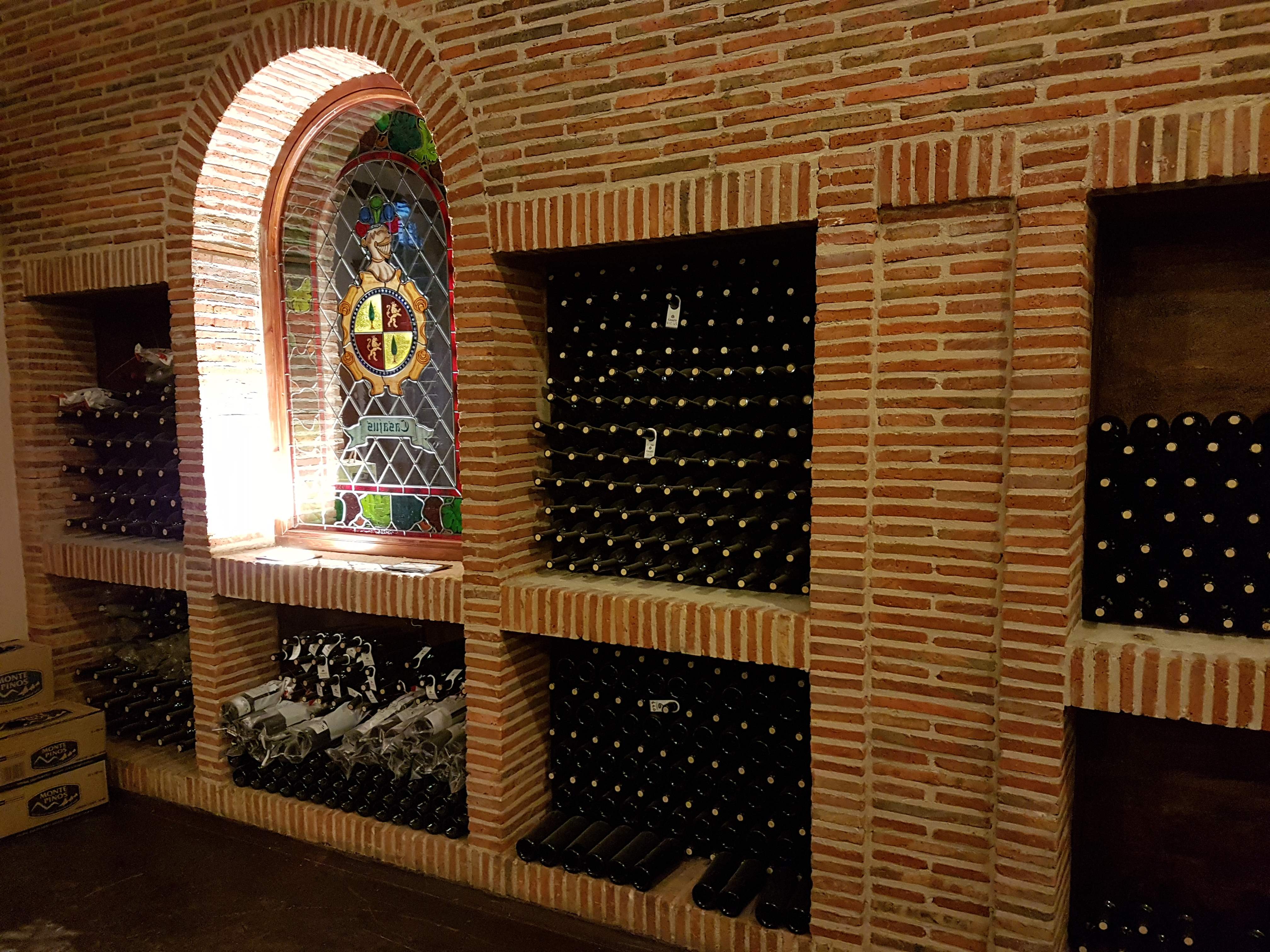
Casajúsワイナリーのボトルパントリー。
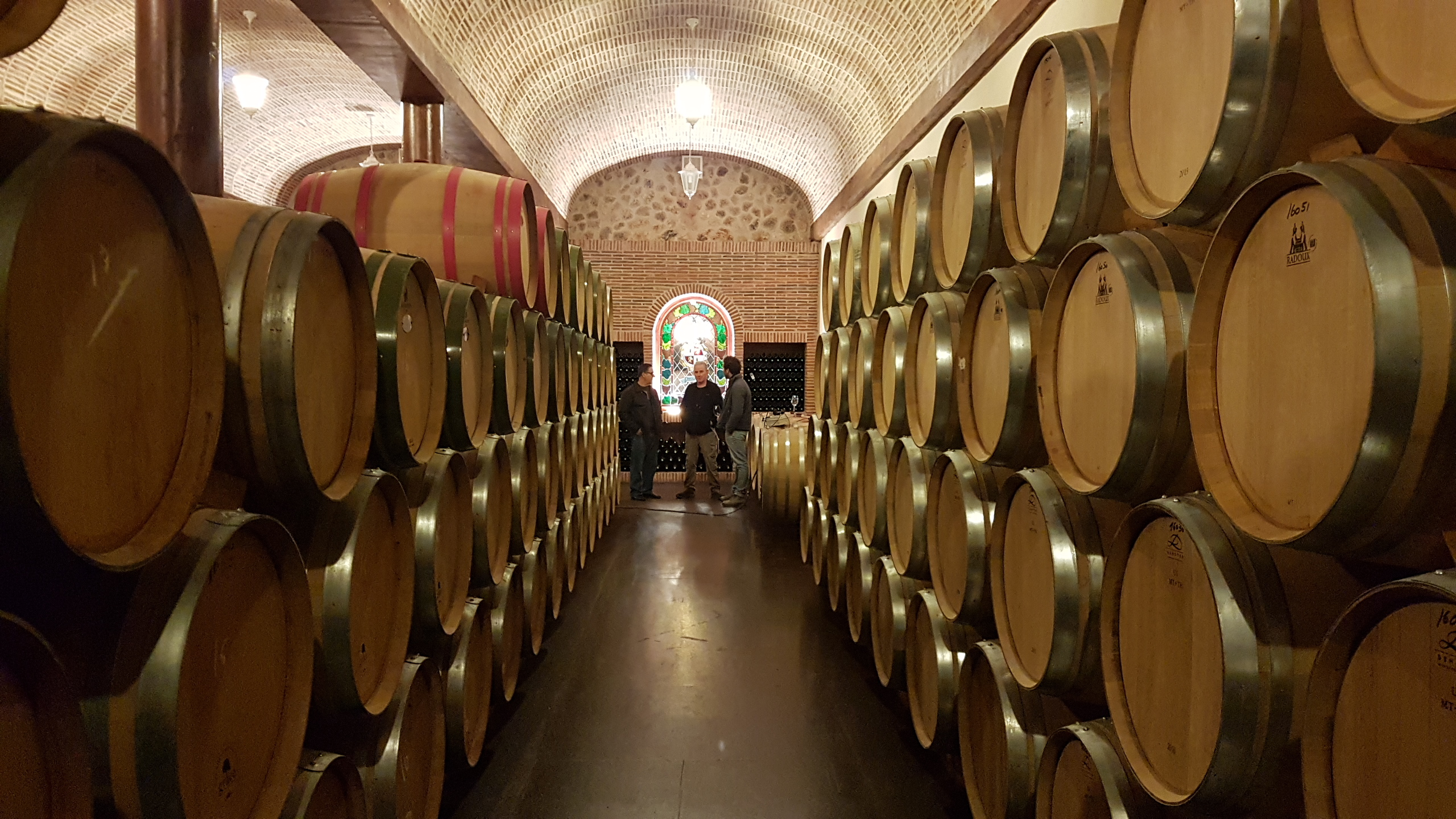
Casajúsの地下ワイナリー。
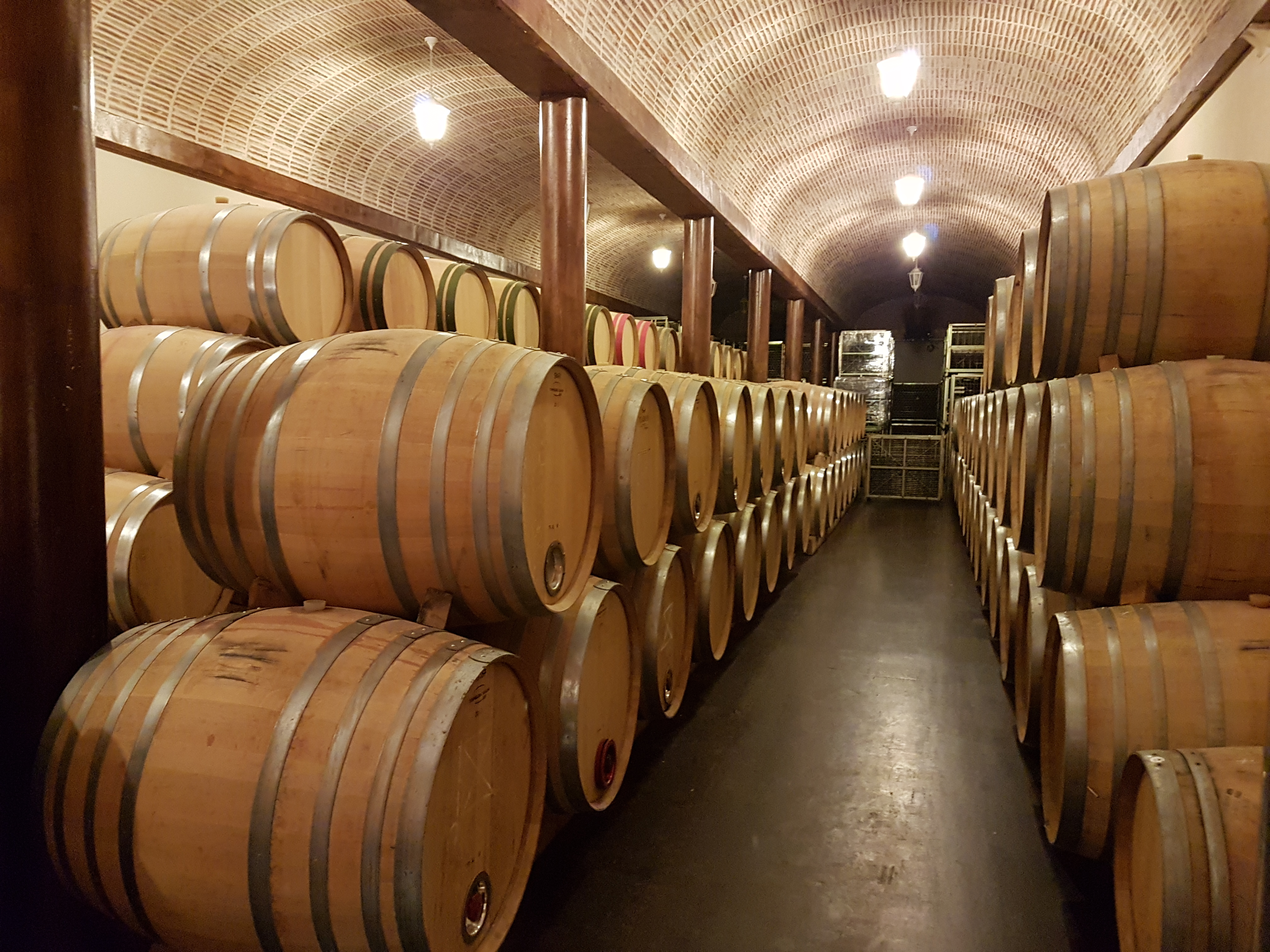
Casajúsの地下貯蔵庫のワイン樽。